# Stictoptera albifascia
Stictoptera albifascia är en fjärilsart som beskrevs av Louis Beethoven Prout 1922. Stictoptera albifascia ingår i släktet Stictoptera och familjen nattflyn. Inga underarter finns listade i Catalogue of Life.